# Lijst van rijksmonumenten aan het Rembrandtplein (Amsterdam)
Een overzicht van de 16 rijksmonumenten aan het Rembrandtplein in Amsterdam.
| Object | Oorspronkelijke functie? | Bouwjaar               | Architect                         | Locatie            | Coördinaten?                  | Nr.?   | Afbeelding |
| --- | ------------------------ | ---------------------- | --------------------------------- | ------------------ | ----------------------------- | ------ | --- |
| Rembrandtmonument                                                                                             | Gedenkteken              | 1847-1851              |                                   | Rembrandtplein     | 52° 21' 58" NB, 4° 53' 48" OL | 518357 | Meer afbeeldingen                                                                                             |
| Politiebureau                                                                                                 | Gerechtsgebouw           | derde kwart 19e eeuw   |                                   | Rembrandtplein 1   | 52° 21' 59" NB, 4° 53' 45" OL | 4958   | Meer afbeeldingen                                                                                             |
| Pand met klokgevel                                                                                            | Gebouw                   | derde kwart 19e eeuw   |                                   | Rembrandtplein 3   | 52° 21' 59" NB, 4° 53' 45" OL | 4959   | Meer afbeeldingen                                                                                             |
| Hoekhuis met gevels onder rechte lijst                                                                        | Gebouw                   | 18e/19e eeuw           |                                   | Rembrandtplein 4   | 52° 21' 58" NB, 4° 53' 44" OL | 4970   | Meer afbeeldingen                                                                                             |
| Pand met gevel onder rechte lijst                                                                             | Gebouw                   | eerste helft 19e eeuw  |                                   | Rembrandtplein 5   | 52° 21' 59" NB, 4° 53' 46" OL | 4971   | Meer afbeeldingen                                                                                             |
| Pand met vier vensters brede gevel onder rechte lijst                                                         | Gebouw                   | derde kwart 19e eeuw   |                                   | Rembrandtplein 7   | 52° 21' 59" NB, 4° 53' 46" OL | 4972   | Meer afbeeldingen                                                                                             |
| Huis onder dwars dak, met gevel onder rechte lijst met consoles en dakkapel                                   | Gebouw                   | tweede kwart 18e eeuw  |                                   | Rembrandtplein 8   | 52° 21' 58" NB, 4° 53' 44" OL | 4973   | Meer afbeeldingen                                                                                             |
| Gevel onder rechte lijst voor ouder pand                                                                      | Gebouw                   | midden 19e eeuw        |                                   | Rembrandtplein 9   | 52° 21' 59" NB, 4° 53' 46" OL | 4974   | Meer afbeeldingen                                                                                             |
| Huis onder dwars dak, met vierraamsgevel onder rechte lijst met consoles en dakkapel                          | Gebouw                   | tweede kwart 18e eeuw  |                                   | Rembrandtplein 10  | 52° 21' 58" NB, 4° 53' 43" OL | 4975   | Meer afbeeldingen                                                                                             |
| Huis onder dwars dak, met gevel onder rechte lijst met consoles en dakkapel                                   | Gebouw                   | tweede kwart 18e eeuw  |                                   | Rembrandtplein 12  | 52° 21' 57" NB, 4° 53' 44" OL | 4976   | Meer afbeeldingen                                                                                             |
| Hoekhuis onder schilddak, met gevels onder rechte lijst met consoles en dakkapel                              | Gebouw                   | tweede kwart 18e eeuw  |                                   | Rembrandtplein 14  | 52° 21' 57" NB, 4° 53' 44" OL | 4977   | Meer afbeeldingen                                                                                             |
| Hoekhuis onder gebroken dak en met gevels onder omlopende rechte lijst met consoles                           | Gebouw                   | tweede helft 19e eeuw  |                                   | Rembrandtplein 16  | 52° 21' 56" NB, 4° 53' 46" OL | 4978   | Meer afbeeldingen                                                                                             |
| Pand onder gebroken dak en met gevel onder rechte lijst met consoles                                          | Gebouw                   | tweede helft 19e eeuw  |                                   | Rembrandtplein 18A | 52° 21' 56" NB, 4° 53' 46" OL | 4979   | Meer afbeeldingen                                                                                             |
| Pand met gevel onder rechte lijst met triglyfen en consoles, waarop een groot gesneden opzetstuk met windvaan | Gebouw                   | 18e/19e eeuw           |                                   | Rembrandtplein 20  | 52° 21' 56" NB, 4° 53' 46" OL | 4980   | Pand met gevel onder rechte lijst met triglyfen en consoles, waarop een groot gesneden opzetstuk met windvaan |
| Pand met klokgevel met brede lisenen en twee oeils-de-boeuf                                                   | Gebouw                   | derde kwart 17e eeuw   |                                   | Rembrandtplein 22  | 52° 21' 56" NB, 4° 53' 47" OL | 4981   | Meer afbeeldingen                                                                                             |
| Pand met gevel onder rechte lijst en attiek                                                                   | Gebouw                   | laatste helft 17e eeuw |                                   | Rembrandtplein 24  | 52° 21' 56" NB, 4° 53' 47" OL | 4982   | Meer afbeeldingen                                                                                             |
| Hotel Schiller                                                                                                | Horeca                   | 1912-1915              | M.J.E. Lippits en N.H.W. Scholten | Rembrandtplein 28  | 52° 21' 56" NB, 4° 53' 48" OL | 518369 | Meer afbeeldingen                                                                                             |